# Rosa Silvana Abate
Rosa Silvana Abate (Corigliano Calabro, 11 dicembre 1963) è una politica italiana.

## Biografia
Laureata in Giurisprudenza, svolge la professione di avvocato. Alle elezioni politiche del 2018 è eletta senatrice del Movimento 5 Stelle. 
Il 17 febbraio 2021 è tra i 15 senatori che non hanno votato la fiducia al Governo Draghi. Il giorno dopo il capo politico del M5S, Vito Crimi, annuncia l'espulsione di tutti i 15 senatori che non hanno votato la fiducia al governo.
Il 26 aprile 2022 aderisce ad Alternativa. Il giorno seguente con alcuni ex M5S e i senatori del Partito Comunista e di Italia dei Valori dà vita alla componente C.A.L. (Costituzione Ambiente Lavoro) - PC - IdV. Conclude il proprio mandato parlamentare nell'autunno 2022.